# Dłusk (gmina)
Dłusk (od 1973 Pyzdry) – dawna gmina wiejska istniejąca do 1954 roku w woj. łódzkim i poznańskim. Siedzibą władz gminy był Dłusk.
Przed 1919 gmina Dłusk była najdalej na zachód wysuniętą gminą Królestwa Polskiego. W okresie międzywojennym gmina należała do (utworzonego w 1919 roku) powiatu słupeckiego w woj. łódzkim. Była to najdalej na zachód położona gmina woj. łódzkiego. W związku ze zlikwidowaniem powiatu słupeckiego z dniem 1 kwietnia 1932 roku gmina weszła w skład powiatu konińskiego w tymże województwie. 1 kwietnia 1938 roku gminę wraz z całym powiatem konińskim przeniesiono do woj. poznańskiego.
Po wojnie gmina przejściowo zachowała przynależność administracyjną, lecz już 1 lipca 1948 roku została przyłączona do powiatu wrzesińskiego w tymże województwie. Według stanu z dnia 1 lipca 1952 roku gmina składała się z 16 gromad: Białobrzeg, Ciemierów, Ciemierów Kolonia, Dłusk, Dolne Grądy, Górne Grądy, Ksawerów, Lisewo, Pietrzyków, Pietrzyków Kolonia, Rataje, Ruda Komorska, Tarnowa, Wrąbczynek, Wrąbczynkowskie Holendry i Zapowiednia.
Jednostka została zniesiona 29 września 1954 roku wraz z reformą wprowadzającą gromady w miejsce gmin. Tarnową włączono do Pyzdr
Po reaktywowaniu gmin z dniem 1 stycznia 1973 roku gminy Dłusk nie przywrócono, utworzono natomiast jej terytorialny odpowiednik, gminę Pyzdry w powiecie wrzesińskim w województwie poznańskim